# 배덕법
배덕법(背德法,Immorality Act)은 인종간의 혼외 성관계를 금하는 등의 내용을 금하는 아파르트헤이트 시대에 제정된 법률이다. 개정법에서는 섹스 토이의 사용도 금지했다. 인종간의 혼인은 1949년부터 다른 법으로 금지하였다. 또한 다른법에서 남성 간 성행위를 금하였는데, 성인 남성과 미성년 남성의 성행위를 처벌하였다. 이후 성범죄법(Sexual Offence Act)로 명칭이 바뀌었다. 인종차별 적인 조항은 폐기되고 성매매 처벌 조항을 빼고는 2007년에 다른 법률로 대체되었고, 2008년에 성인과 미성년 사이의 남자 동성애를 이성애에 비해 차별취급하는 조항은 위헌이라 무효다는 결정이 나왔다.

## 같이 보기
- 잡혼금지법